# Manny Diaz
Manuel "Manny" Alberto Diaz (født 5. november 1954) er en cubansk-amerikansk politiker som var borgmester over Miami fra 2001-2009.